# De 12de man
De 12de man is een televisieprogramma op de Vlaamse openbare zender Eén. Het is een quizprogramma, gepresenteerd door sportjournalist Karl Vannieuwkerke. In het begin van 2014 werd het eerste seizoen uitgezonden in de aanloop naar het Wereldkampioenschap voetbal 2014. De eindwinnaars wonnen een reis voor 11 personen naar het wereldkampioenschap in Brazilië. Naar aanloop van het Europees kampioenschap voetbal 2016 wordt een tweede seizoen uitgezonden vanaf 7 maart 2016. In principe wordt het programma uitgezonden in elk jaar waarin het Belgisch voetbalelftal deelneemt aan een EK of WK voetbal.
In elke aflevering spelen twee teams van 11 deelnemers tegen elkaar. Een uitzending telt telkens vier spelrondes en een finale. De drie besten van elk team spelen de eerste rondes. Vanaf de tweede ronde wordt elk team aangevuld met een Bekende Vlaming, "de 12de man". Het winnend team na vier rondes speelt de finale met alle 11 kandidaten en de BV. Indien één of meerdere deelnemers de laatste vraag overleven, wordt hun eindscore verdubbeld. De eindscore van deze finaleronde wordt bijgehouden in een klassement. Op het eind van het spelseizoen nemen de beste 6 uit het klassement het tegen elkaar op in de finaleweek, waarin drie halve finales en een finale worden gespeeld. De finale van het eerste seizoen werd gewonnen door leden van voetbalclub SK Ottenburg.
Vanaf het tweede seizoen heeft Karl een team van elf kapiteins ter beschikking. Elke aflevering verschijnen twee BV's uit zijn elftal aan de aftrap en helpen ze een team richting finale. Deze BV's zijn Jandino Asporaat, Ruth Beeckmans, Danira Boukhriss, Maaike Cafmeyer, Zouzou Ben Chikha, David Galle, Cath Luyten, Linde Merckpoel, Lieven Scheire, Wesley Sonck en Tom Waes. In het tweede seizoen gaan niet de beste 6, maar de beste 8 uit het klassement naar de finaleweken, waarin vier kwartfinales, twee halve finales en de finale worden gespeeld. Een belangrijk verschil met het eerste seizoen is dat in de finaleweken na vier spelrondes niet alleen het winnende team, maar beide teams de finale spelen, waarbij het beste team naar de volgende ronde gaat.